# متلازمة النخاع الوحشي
متلازمة النخاع الوحشي هي اضطراب عصبي يسبب مجموعة من الأعراض، التي تنتج عن نقص التروية في الجزء الوحشي من النخاع المستطيل (البصلة) في جذع الدماغ. يحدث نقص التروية نتيجة انسداد الشريان الفقري أو الشريان المخيخي السفلي الخلفي. تُعرف متلازمة النخاع الوحشي أيضًا باسم متلازمة والنبرغ، ومتلازمة الشريان المخيخي السفلي الخلفي، ومتلازمة الشريان الفقري.

## الأعراض والعلامات
تتميز هذه المتلازمة بعجز حسي يؤثر على الجذع والأطراف (الأعراض تحدث في الجهة المقابلة للآفة الدماغية)، والوجه والأعصاب القحفية (نفس جانب الآفة). يتطوّر فقدان الإحساس بالألم ودرجة الحرارة تحديدًا عند إصابة السبيل النخاعي المهادي الوحشي.
غالبًا ما يواجه المرضى صعوبة في المشي، أو الحفاظ على التوازن (ترنح)، أو اختلاف في درجة حرارة جسم ما بناءً على أي جانب من الجسم يلمس الجسم بدرجات حرارة متفاوتة. قد يمشي بعض المرضى بشكل مائل أو يعانون من انحراف تجانفي، وأوهام ميلان الغرفة. عادة ما ترتبط الرأرأة بنوبات الدوار. يمكن أن تؤدي نوبات الدوار هذه إلى السقوط، بسبب إصابة منطقة نواة دايترس (النواة الدهليزية الوحشية).
قد تشمل الأعراض الشائعة لمتلازمة النخاع الوحشي صعوبة في البلع (عسر بلع)، قد يعود ذلك إلى إصابة النواة المبهمة، لأنها تعصّب العصب المبهم والأعصاب البلعومية اللسانية. يشيع أيضًا تداخل الكلام (الرتّة)، واضطراب جودة الصوت (بحة الصوت). يمكن أن تسبّب أذية المخيخ أو السويقة السفلية تطوّر رنح لدى المرضى. يؤدي تلف ألياف ما تحت المهاد النخاعي إلى تأذّي السيالات العصبية التي ينقلها الجهاز العصبي الودي، ما يعطي أعراضًا مشابهة لمتلازمة هورنر، مثل: تقبض الحدقة، وعدم التعرق، والإطراق الجزئي (تدلّي الجفن).
قد يُلاحظ الرمع العضلي الحنكي، وهو نفضان عضلات الفم، بسبب تمزق السبيل السقيفي المركزي. تشمل الأعراض الأخرى: بحة الصوت، وغثيان، وإقياء، ونقص التعرّق، ومشاكل في الإحساس بدرجة حرارة الجسم، ودوار (دوخة)، وصعوبة في المشي، وصعوبة في الحفاظ على التوازن. يمكن أن تسبب متلازمة النخاع الوحشي أيضًا بطء القلب (بطء معدل ضربات القلب)، وزيادة أو نقصان ضغط الدم لدى المرضى.

## السبب
متلازمة النخاع الوحشي هي المظهر السريري الناتج عن انسداد الشريان المخيخي السفلي الخلفي، أو أحد فروعه، أو الشريان الفقري، ما يؤدي إلى احتشاء الجزء الوحشي من النخاع المستطيل، وظهور أعراض المتلازمة النموذجية. الشرايين الأكثر إصابة هي بالترتيب هي: الشريان الفقري، الشريان المخيخي السفلي الخلفي، يليه الشريان النخاعي العلوي والمتوسّط والسفلي.